# Louis-René Nougier
Louis-René Nougier (28 avril 1912 à Paris - 9 décembre 1995 à Neuilly-sur-Seine) est un universitaire et préhistorien français. Il fut l'un des inventeurs des peintures et gravures paléolithiques de la grotte de Rouffignac, en Dordogne.

## Jeunesse et formation
Louis-René Nougier a une vocation précoce pour la Préhistoire. Dès son plus jeune âge, il recherche des pierres taillées et des documents préhistoriques dans les campagnes. Il adhère dès sa jeunesse à des sociétés archéologiques locales et publie son premier article à 19 ans à propos d’abris paléolithiques dans la vallée du Loing. Ses études le mènent à une carrière d’enseignant, puis de scientifique.
Après des études au cours complémentaire du 12e arrondissement de Paris, puis à l'école primaire supérieure de Nemours, il entre à l’École normale d'instituteurs de Melun et termine ses études à l'École normale de Versailles. Il reçoit un premier poste d’instituteur puis parcourt ensuite tous les postes de l’enseignement. Après avoir été nommé en 1934 professeur de cours complémentaire à Meaux, il devient professeur de collège à Suresnes. Il poursuit en même temps, à partir de 1934, des études à la Sorbonne (licence de lettres [histoire-géographie], licence d'histoire de l'art et d'archéologie). En 1939, il est diplômé d'Études supérieures grâce à son mémoire sur La population de la Brie aux XIXe et XXe siècles et l'influence de Paris.
Durant la Seconde Guerre mondiale, le lieutenant de réserve Louis-René Nougier est mobilisé et prend part aux campagnes de Lorraine, de Belgique, des Flandres. Il est fait prisonnier à Dunkerque. Il est retenu en captivité à l'Oflag IV-D où il organise une société d'étude préhistorique, des fouilles, des conférences, un musée, puis reprend ses études et ses travaux scientifiques. Il est nommé, à sa libération, professeur d'histoire et de géographie à l'École primaire supérieure de Suresnes, dans les classes de préparation aux Arts et Métiers et au brevet supérieur. Il s’installe à Puteaux puis à Suresnes où il restera toute sa vie.
En 1948, il passe avec mention très honorable son doctorat d’état en Sorbonne avec une thèse consacrée aux Civilisations campigniennes en Europe occidentale. Sa thèse complémentaire portait sur Le peuplement préhistorique. Ses étapes entre Loire et Seine.
Louis-René Nougier épouse en 1934 Henriette Vaslier (1913-2011), institutrice et future collaboratrice de son ouvrage L'art de la Préhistoire (1993).  Ils ont un fils, Jacques (1935) et une fille, Colette (1950).

## Carrière académique
Louis-René Nougier est nommé en 1949 maître de conférences à la faculté des lettres de Toulouse, puis professeur.
En 1956, il est nommé directeur de l'Institut d'art préhistorique de l'université de Toulouse, et à la première chaire d’archéologie préhistorique créée en France.
Il est chargé en 1958 du cours de préhistoire européenne à l'université de Mexico et visite les sites archéologiques du Yucatán.
Il prend sa retraite de l'enseignement en 1980.

## Fouilles

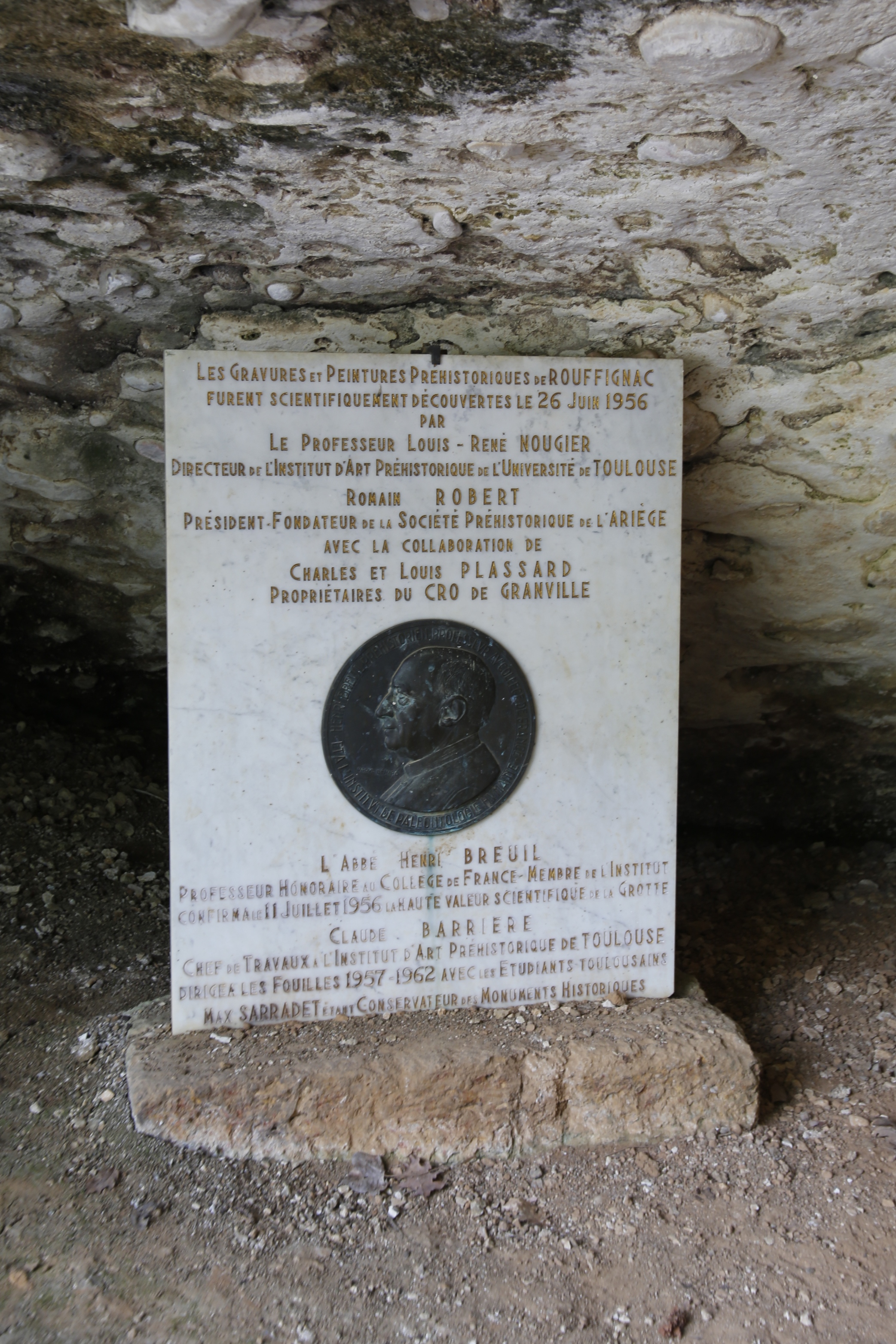
Stèle en hommage à Louis-René Nougier devant la grotte de Rouffignac.

Au début de sa carrière, Louis-René Nougier parcourt des sites préhistoriques en Sibérie, au Mexique, au Cap Nord et en Mauritanie.
En 1956, il annonce avec Romain Robert la découverte de nombreuses figures paléolithiques dans la grotte de Rouffignac, en Dordogne. Les figures sont majoritairement des mammouths. Les deux hommes présentent deux zones, celle de la Galerie H. Breuil ainsi que le Grand Plafond. Cette annonce, soutenue par Henri Breuil, soulève alors une polémique, l’authenticité des gravures et peintures pariétales étant contestée. Le Spéléo-Club de Périgueux avait déjà découvert le dessin préhistorique de trois rhinocéros, et l'avait déclaré à la Circonscription préhistorique (Séverin Blanc) qui l'avait rejeté. Une commission scientifique tranche quelques mois plus tard en reconnaissant l'authenticité des gravures et des peintures.

## Associations professionnelles
Louis-René Nougier est secrétaire général des Congrès préhistoriques de France de 1950 à 1953, et président de la Société préhistorique française en 1953.

## Autres activités
Le professeur Nougier a milité aux côtés de René Cassin pour la ratification par la France de la Convention européenne des droits de l'homme. Il a participé à l’œuvre de Georges Bruhat, directeur de l'École normale, pour la création de colonies de vacances.

## Publications (sélection)
Son œuvre compte de nombreux articles et ouvrages scientifiques mais aussi nombre d’ouvrages de vulgarisation, en particulier destinés à la jeunesse.

### Ouvrages scientifiques
- Les civilisations campigniennes, Monnoyer, 1950.
- avec Romain Robert, Rouffignac ou la guerre des Mammouths, La table ronde, 1957.
- Géographie humaine préhistorique, Gallimard, 1959.
- La Préhistoire, collection Religions du Monde, Bloud et Gay, 1964.
- L’art préhistorique, PUF, 1966.
- L’économie préhistorique, coll. Que sais-je ?, 1970 ; 1977.
- Naissance de la civilisation, Forestiers, Défricheurs et Paysans, Lieu commun, 1986.
- L’essor de la communication, Colporteurs, graphistes et locuteurs, Lieu commun, 1988.
- Les grottes préhistoriques ornées de France, d’Espagne et d’Italie, Balland, 1990.
- L’art de la Préhistoire, Hachette, 1993.

### Articles scientifiques
- « Une expérience pédagogique : La Préhistoire au cours élémentaire », Bulletin de la société préhistorique française, 1949, 46, 3-4, p. 128-129.
- « Le Campignien », Bulletin de la Société préhistorique française, 1954, 51, 8, p. 76-78.
- « Essai sur le peuplement préhistorique de la France », Population, 1954, 9-2, p. 241-274.

### Publications destinées à la jeunesse
Plusieurs titres dans les collections La vie Privée des Hommes (Hachette), Le monde en Poche (Nathan) et Albin Michel Jeunesse.